# Nikolaus Federmann
Nikolaus Federmann (* 1506 in Ulm; † Februar 1542 in Valladolid, Spanien) war Handelsagent, Konquistador, Entdecker und Feldhauptmann der Welser.

## Leben
Als Agent des Augsburger Handelshauses der Welser brachte der Ulmer Bürgersohn 1529/30 Siedler und Bergleute von Sevilla nach Coro in Venezuela. Vom Statthalter Ambrosius Dalfinger wurde er zum Stellvertreter ernannt. Am 30. Juli 1530 erhielt Nikolaus Federmann von Ambrosius Dalfinger, der aus gesundheitlichen Gründen nach Hispaniola gehen musste, die Vollmacht über Klein-Venedig (Venezuela).
Federmann unternahm vom Golf von Venezuela aus bereits im September 1530, ohne Erlaubnis von der Audiencia in Santo Domingo, einen Entdeckungszug mit 110 Fußsoldaten, 16 Reitern und 100 Indianern ins nördliche Stromgebiet des Orinoco, um das „Südmeer“ zu finden. Sein Ziel, einen neuen Handelsweg nach Asien zu erschließen, erreichte er nicht. Am 17. März 1531 kehrte er mit 5565 Pesos Gold wieder nach Coro zurück. Dalfinger verbannte ihn aufgrund der unerlaubten Expedition für vier Jahre nach Europa.
Später rückte ihn sein als Indianische Historia erschienener Reisebericht in ein so gutes Licht, dass er als Generalkapitän eingesetzt wurde und 1534/35 mit dem neuen Statthalter Georg Hohermuth von Speyer erneut nach Venezuela ging.
1536 unternahm er eine zweite Expedition auf der Suche nach dem sagenhaften El Dorado. Dabei gründete er die Stadt Riohacha in Kolumbien. Er zog zunächst am Ostrand der Kordillere entlang. Dabei folgte er den Spuren Hohermuths, wich aber einer Begegnung aus. Er überschritt den Río Arauca und den Río Meta und erreichte 1539 die Hochebene von Bogotá. Dem Salzhandelsweg folgend erzwang er den Übergang über die eisigen Anden und stieß auf die Spuren der Hochkultur der Chibcha, deren Reich indessen bereits von Jiménez de Quesada zum größten Teil erobert und besetzt worden war. Gemeinsam mit diesem und dem spanischen Konquistador Sebastián de Belalcázar gründete er die Stadt Bogotá. Dem Rio Magdalena folgend gelangte er bei Santa Marta wieder an die Atlantikküste. 
Am 8. Juli 1539 verließ Federmann die Neue Welt und reiste über Jamaika und Kuba zurück nach Europa. Dort wurde der Feldhauptmann von Welsern abgefangen, die ihn des Vertragsbruches, der unterlassenen Hilfeleistung gegenüber seinen Kameraden sowie der Unterschlagung von Geld beschuldigten. Die Welser forderten eine Entschädigung von 100.000 Dukaten Smaragd und 15.000 Dukaten Gold. Da er nicht bezahlen konnte, kam er einige Wochen ins Gefängnis von Antwerpen. Federmann versuchte seine Ansprüche zunächst in Gent, schließlich in Valladolid vor dem Indienrat zu verteidigen. Er wehrte sich mit Gegenklagen und beschuldigte die Welser unter anderem, Steuern zu hinterziehen und gegen die Interessen des Königs zu handeln. Am 19. Oktober 1541 willigte Nikolaus Federmann schließlich in einen Vergleich ein. Die Welser verzichteten auf finanzielle Ansprüche und Federmann gab die Besitzrechte an seinem Landgut in Kolumbien ab. Von den Welsern der Untreue bezichtigt und von der Inquisition als Lutheraner verdächtigt, starb er im Februar 1542 im Gefängnis von Valladolid.
Nach Nikolaus Federmann ist in Bogotá seit 1968 ein Sektor (Sector Nicolás de Federmán) des Stadtbezirks Teusaquillo benannt, auch ein Park und eine Klinik tragen seinen Namen.

## Werke
- Indianische Historia. Ein schöne kurtzweilige Historia Niclaus Federmanns des Jüngern von Ulm erster raise (über die erste Expedition). Sigmund Bund, Hagenau 1557 (Digitalisat im Internet Archive)
- Indianische Historia. Eine schöne kurzweilige Geschichte von Nikolaus Federmanns des Jüngeren aus Ulm erster Reise, die er aus Spanien und Andalusien nach Indien im ozeanischen Meer gemacht hat und was ihm dort alles begegnete. Übersetzung in modernes Deutsch. Berlin 2022, ISBN 9783754941683.